# The Perfect Kiss
The Perfect Kiss is een nummer van de Britse new waveband New Order uit 1985. Het is de eerste single van hun derde studioalbum Low-Life.
Zanger en gitarist Bernard Sumner had naar eigen zeggen geen idee waar het nummer over ging. Volgens Sumner werd het nummer "geschreven in een hectische sessie in de studio. Het werd geschreven, opgenomen en gemixt in 72 uur, zonder ook maar een moment te hebben geslapen". De opnames waren van zo'n korte duur, omdat de band direct daarna een tour door Australië had. Het nummer wist echter nergens potten te breken. In het Verenigd Koninkrijk werd een bescheiden 46e positie gehaald, terwijl het in Nederland niet verder kwam dan de 2e positie in de Tipparade.

## Tracklijst
7"
1. "The Perfect Kiss" - 3:51
2. "The Kiss of Death" - 3:01

12"
1. "The Perfect Kiss" - 8:46
2. "The Kiss of Death" - 7:02
3. "Perfect Pit"	- 1:24